# Lista de condes da Holanda

Brasão dos condes da Holanda

## Condado da Holanda
Os condes da Holanda foram os governantes do condado da Holanda, nos Países Baixos, entre os séculos X e XVI.
O primeiro conde da Holanda, Teodorico I, era filho ou filho de criação de Gerolfo, Conde na Frísia (Dijkstra sugere que Teodorico pode ter sido filho de uma irmã de Gerolfo e que seu próprio pai morreu quando ele ainda era um bebê). Ele recebeu terras em torno de Egmond de Carlos, o Gordo, em um lugar chamado Bladella (atualmente Bladel, perto de Eindhoven), em 922. Isto é visto como o início do condado da Holanda. Porém, até cerca de 1100, os nomes habituais para referir-se ao condado foram: Frísia Ocidental, Frísia ou Kennemerlândia; apesar disso, os condes que se seguiram a Teodorico I são nomeados da Holanda.
Note que a cronologia dos primeiros condes é incerta. A existência de um conde entre Teodorico I e Teodorico II foi apenas recentemente sugerida, uma vez que acredita-se que as referências aos condes chamados Teodorico entre 896 e 988 referem-se a três, e não dois, condes diferentes.

### Casa da Holanda
| #  | Nome          |  | Início do governo      | Fim do governo         | Cognome(s) | Notas |
| -- | ------------- |  | ---------------------- | ---------------------- | ---------- | ----- |
| 1  | Gerolfo       |  | 880                    | 896                    |            |       |
| 2  | Teodorico I   |  | 896                    | 939                    |            |       |
| 3  | Teodorico II  |  | 939                    | 6 de Maio de 988       |            |       |
| 4  | Arnulfo       |  | 6 de Maio de 988       | 18 de Setembro de 993  |            |       |
| 5  | Teodorico III |  | 18 de Setembro de 993  | 27 de Maio de 1039     |            |       |
| 6  | Teodorico IV  |  | 27 de Maio de 1039     | 13 de Janeiro de 1049  |            |       |
| 7  | Florêncio I   |  | 13 de Janeiro de 1049  | 28 de Junho de 1061    |            |       |
| 8  | Teodorico V   |  | 28 de Junho de 1061    | 17 de Junho de 1091    |            |       |
| 9  | Florêncio II  |  | 17 de Junho de 1091    | 2 de Março de 1121     | O Gordo    |       |
| 10 | Teodorico VI  |  | 2 de Março de 1121     | 5 de Agosto de 1157    |            |       |
| 11 | Florêncio III |  | 5 de Agosto de 1157    | 1 de Agosto de 1190    |            |       |
| 12 | Teodorico VII |  | 1 de Agosto de 1190    | 4 de Novembro de 1203  |            |       |
| 13 | Ada           |  | 4 de Novembro de 1203  | 1207                   |            |       |
| 14 | Guilherme I   |  | 4 de Novembro de 1203  | 4 de Fevereiro de 1222 |            |       |
| 15 | Florêncio IV  |  | 4 de Fevereiro de 1222 | 19 de Julho de 1234    |            |       |
| 16 | Guilherme II  |  | 19 de Julho de 1234    | 28 de Janeiro de 1256  |            |       |
| 17 | Florêncio V   |  | 28 de Janeiro de 1256  | 27 de Junho de 1296    |            |       |
| 18 | João I        |  | 27 de Junho de 1296    | 10 de Novembro de 1299 |            |       |

### Casa de Avesnes
Quando João I morreu sem deixar filhos, o condado foi herdado por João II de Avesnes, Conde de Hainaut a partir de 1299. João de Avesnes era filho de Adelaide da Holanda, irmã de Guilherme II da Holanda.
| #  | Nome          |  | Início do governo      | Fim do governo         | Cognome(s) | Notas                 |
| -- | ------------- |  | ---------------------- | ---------------------- | ---------- | --------------------- |
| 20 | João II       |  | 10 de Novembro de 1299 | 22 de Agosto de 1304   |            |                       |
| 21 | Guilherme III |  | 22 de Agosto de 1304   | 7 de Junho de 1337     |            |                       |
| 22 | Guilherme IV  |  | 7 de Junho de 1337     | 26 de Setembro de 1345 |            |                       |
| 23 | Margarida     |  | 26 de Setembro de 1345 | 1354                   |            | Irmã de Guilherme IV. |

### Casa de Wittelsbach
Durante o governo de Margarida, o seu filho Guilherme V tinha o poder real no condado. Ele tornou-se governante, por seu próprio direito, como consequência das guerras de Hook e Cod. Ele também foi Duque da Baviera-Straubing como Guilherme I. 
| #  | Nome         |  | Início do governo      | Fim do governo         | Cognome(s) | Notas                                                     |
| -- | ------------ |  | ---------------------- | ---------------------- | ---------- | --------------------------------------------------------- |
| 24 | Guilherme V  |  | 1354                   | 15 de Abril de 1388    |            |                                                           |
| 25 | Alberto I    |  | 15 de Abril de 1388    | 13 de Dezembro de 1404 |            |                                                           |
| 26 | Guilherme VI |  | 13 de Dezembro de 1404 | 31 de Maio de 1417     |            |                                                           |
| 27 | Jaqueline    |  | 31 de Maio de 1417     | 8 de Outubro de 1436   |            |                                                           |
| 28 | João III     |  | 31 de Maio de 1417     | 6 de Janeiro de 1425   |            | Irmão de Guilherme VI, e rival de Jaqueline, filha deste. |

Houve uma guerra de sucessão entre João III e Jaqueline. Esta guerra foi finalmente ganha por Filipe da Borgonha, em 1432, que, entretanto tinha herdado os créditos de João sobre o condado. Filipe era sobrinho de Guilherme VI, que se casou com uma filha de Filipe II, Duque da Borgonha. Em 1432 ele obrigou Jaqueline a abdicar dos títulos de Hainaut e da Holanda, em seu favor.

### Casa de Valois
| #  | Nome      |  | Início do governo    | Fim do governo       | Cognome(s)  | Notas |
| -- | --------- |  | -------------------- | -------------------- | ----------- | ----- |
| 29 | Filipe I  |  | 1443                 | 15 de Junho de 1467  | o Bom       |       |
| 30 | Carlos II |  | 15 de Junho de 1467  | 5 de Janeiro de 1477 | o Temerário |       |
| 31 | Maria I   |  | 5 de Janeiro de 1477 | 27 de Março de 1482  | a Rica      |       |

### Casa de Habsburgo
| #  | Nome       |  | Início do governo      | Fim do governo         | Cognome(s) | Notas |
| -- | ---------- |  | ---------------------- | ---------------------- | ---------- | --- |
| 32 | Filipe II  |  | 27 de Março de 1482    | 25 de Setembro de 1506 | o Belo     | |
| 33 | Carlos III |  | 25 de Setembro de 1506 | 16 de Janeiro de 1556  |            | Dividiu o seu Império: deu para Filipe II os Países Baixos, as Coroas de Castela, Aragão, e Sicília e a Borgonha; o Sacro Império foi dado para Fernando I |
| 34 | Filipe III |  | 16 de Janeiro de 1556  | 13 de Setembro de 1598 | O Prudente | |

Durante o "governo estrangeiro" pela Borgonha e Habsburgo, o condado foi governado por um stadtholder, em nome do conde. Em 1581, os Estados Gerais das Províncias Unidas declararam-se independentes do domínio espanhol de Filipe II (Filipe III da Holanda). Até o Tratado de Münster em 1648, os reis da Espanha ainda utilizavam o título de Conde da Holanda, mas eles tinham perdido o verdadeiro poder sobre o condado para os Estados da Holanda.

## República das Sete Províncias Unidas dos Países Baixos

### Casa de Orange-Nassau
| # | Nome               |  | Início do governo     | Fim do governo        | Cognome(s)  | Notas |
| - | ------------------ |  | --------------------- | --------------------- | ----------- | ----- |
| 1 | Guilherme I        |  | 1572                  | 10 de Julho de 1584   | O Taciturno |       |
| 2 | Maurício           |  | 1585                  | 23 de Abril de 1625   |             |       |
| 3 | Frederico Henrique |  | 23 de Abril de 1625   | 14 de Março de 1647   |             |       |
| 4 | Guilherme II       |  | 14 de Março de 1647   | 6 de Novembro de 1650 |             |       |
| 5 | Guilherme III      |  | 1672                  | 19 de Março de 1702   |             |       |
| 6 | Guilherme IV       |  | 1747                  | 22 de Outubro de 1751 |             |       |
| 7 | Guilherme V        |  | 22 de Outubro de 1751 | 1795                  |             |       |

## República Batava
1795 - 1806

## Reino da Holanda
1806-1810

### Casa de Bonaparte
| # | Nome    |  | Início do governo | Fim do governo | Cognome(s) | Notas |
| - | ------- |  | ----------------- | -------------- | ---------- | ----- |
| 1 | Luís I  |  | 1806              | 1810           |            |       |
| 2 | Luís II |  | 1810              | 1810           |            |       |

## Holanda sob ocupação francesa
1810 - 1813

## Reino Unido dos Países Baixos
1815 - 1839 

### Casa de Orange-Nassau
| # | Nome        |  | Início do governo   | Fim do governo       | Cognome(s) | Notas |
| - | ----------- |  | ------------------- | -------------------- | ---------- | ----- |
| 1 | Guilherme I |  | 15 de Março de 1815 | 7 de Outubro de 1840 |            |       |

## Países Baixos

### Casa de Orange-Nassau
| # | Nome                |  | Início do governo      | Fim do governo         | Cognome(s) | Notas    |
| - | ------------------- |  | ---------------------- | ---------------------- | ---------- | -------- |
| 2 | Guilherme II        |  | 7 de Outubro de 1840   | 17 de Março de 1849    |            |          |
| 3 | Guilherme III       |  | 1887                   | 23 de Novembro de 1890 |            |          |
| 4 | Guilhermina         |  | 23 de Novembro de 1890 | 1948                   |            | Abdicou. |
| 5 | Juliana             |  | 1948                   | 1980                   |            | Abdicou. |
| 6 | Beatriz             |  | 1980                   | 2013                   |            | Abdicou. |
| 6 | Guilherme Alexandre |  | 2013                   | presente               |            |          |